# Tedunan (Semidang Alas Maras)
Tedunan is een bestuurslaag in het regentschap Seluma van de provincie Bengkulu, Indonesië. Tedunan telt 790 inwoners (volkstelling 2010).